# Boscarla de les Seychelles
La boscarla de les Seychelles (Acrocephalus sechellensis) és una espècie d'ocell de la família dels acrocefàlids (Acrocephalidae) que habita petits illots de les Seychelles.